# Brian Currin
Brian Currin (20 de septiembre de 1950) es un abogado sudafricano que participó como mediador internacional en los procesos de paz de Irlanda del Norte y Sudáfrica.
Ejerció en Pretoria desde 1977 hasta 1987, especializándose en derecho laboral, derechos civiles y derechos humanos, y ahora trabaja en mediación internacional en conflictos.
En 1994 fue nombrado por el Presidente de Sudáfrica, Nelson Mandela, para presidir una comisión de investigación sobre el periodo del apartheid, y participó posteriormente en la creación de la Comisión de Verdad y Reconciliación. En 1987 fundó la Dirección Nacional de Abogados para los Derechos Humanos que dirigió durante ocho años.
Ha trabajado en Sri Lanka, Ruanda y Oriente Medio, en los procesos de transición política. Currin copreside la Comisión de Revisión de Sentencias en Irlanda del Norte, que decide sobre la puesta en libertad de los presos que han cometido delitos relacionados con el terrorismo.
En 2010 intervino en la denominada "Declaración de Bruselas", actuando como facilitador de la izquierda abertzale, en la que varias personalidades internacionales, entre ellas cuatro Premios Nobel de la Paz, pidieron a la organización armada Euskadi Ta Askatasuna (ETA) el abandono definitivo de las armas y la verificación internacional del mismo.